# Rem Iwanowitsch Solouchin
Rem Iwanowitsch Solouchin (russisch Солоухин Рем Иванович; * 19. November 1930 in Gus-Chrustalny; † 6. Januar 1988 in Minsk) war ein sowjetischer Physiker.

## Leben
Rem Solouchin wurde in eine Lehrerfamilie geboren. Er schloss 1953 ein Studium der Physik an der Moskauer Staatlichen Universität ab und promovierte 1957 zum Ph.D. Im Jahr 1967 setzte Solouchin zusammen mit Antoni Kazimierz Oppenheim und Manson Numa den Internationalen Ausschuss für Gasdynamik von Explosionen und Reaktiven Systemen ein. Er unterrichtete 1958 bis 1959  im Moskauer Institut für Physik und Technologie. Er wurde 1965 Professor an der Staatlichen Universität Nowosibirsk, der erste Dekan der Fakultät der Physik und Prorektor (1962 bis 1967). Von 1971 bis 1976 leitete er das Institut für theoretische und angewandte Mechanik in Nowosibirsk (Институт теоретической и прикладной механики, ITAM). Seit 1968 war er korrespondierendes Mitglied der Akademie der Wissenschaften der UdSSR.
Ab 1976 lebte und arbeitete er in Minsk. Dort war er bis 1987 Direktor des Instituts für Wärme- und Stoffübertragung (Институт тепло- и массообмена, ITMO).
Rem Solouchin erforschte die Physik des Verbrennens, der Explosion und der Stoßwellen. Außerdem interessierte er sich für die Gasdynamik und ist der Autor von mehr als 400 wissenschaftlichen Arbeiten.
Solouchin wurde 1980 der Orden der Oktoberrevolution, 1967 der Orden des Roten Banners der Arbeit und 1961 das Ehrenzeichen der Sowjetunion verliehen. Solouchin zu Ehren richtete die Staatliche Universität Nowosibirsk ein nach ihm benanntes Stipendium für Studenten ein. Das Institute for the Dynamics of Explosions and Reactive Systems verleiht seit 1989 alle zwei Jahre den R.I. Soloukhin Award an Wissenschaftler, die einen besonderen Beitrag im Bereich Dynamik von Explosionen und Reaktive Systeme geleistet haben.